# خرمال أمرد
خرمال أمرد (الاسم العلمي: Diospyros glaberrimus) هو نوع من النباتات يتبع جنس الخرمال من الفصيلة الأبنوسية.